# Stone Sour
A Stone Sour egy amerikai rockegyüttes az iowai Des Moines-ból, amit a Slipknot frontembere, Corey Taylor és Joel Ekman dobos alapított 1992-ben. Nevüket egy helyi italkülönlegességről kapták.

## Történet

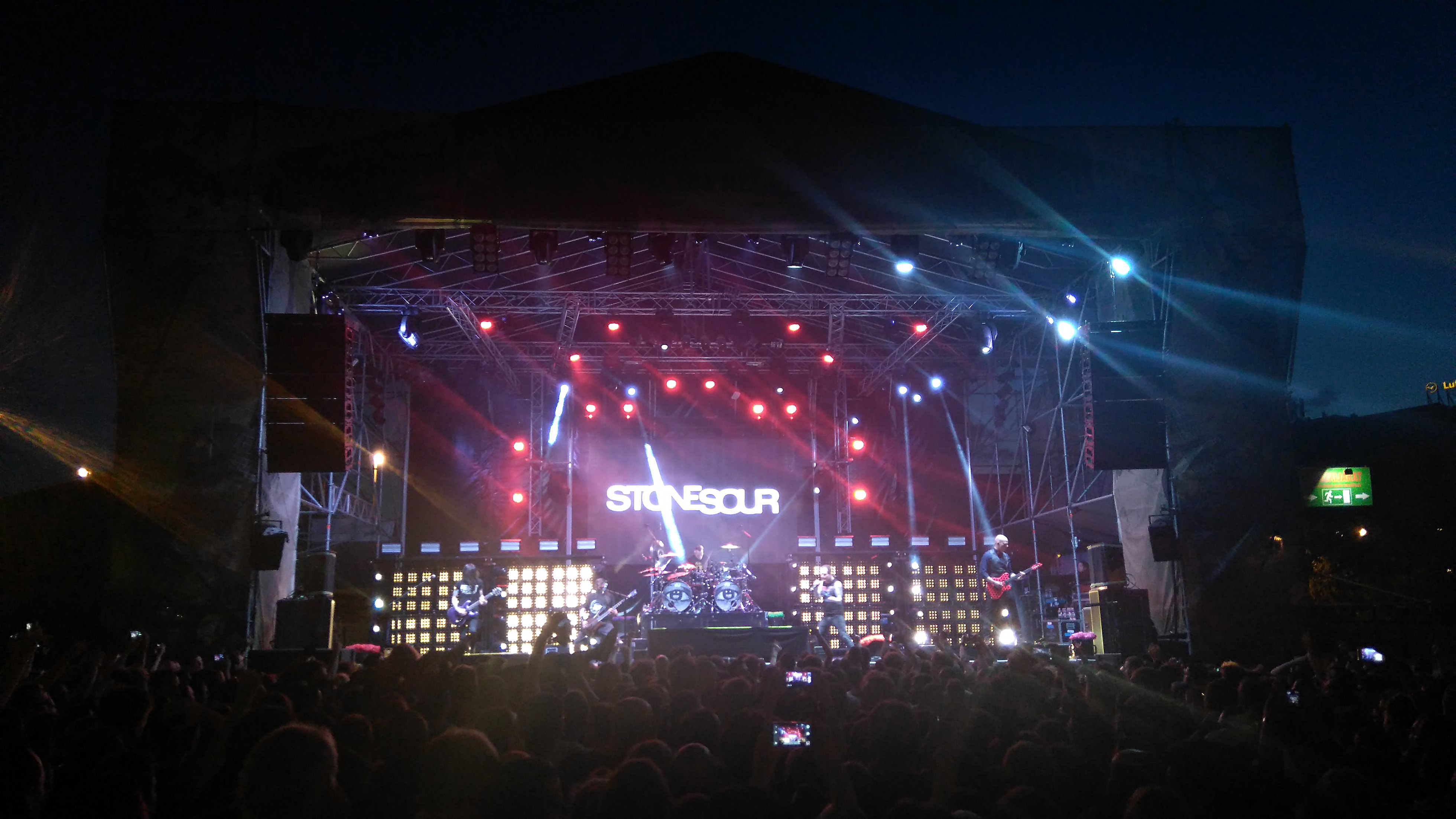
A zenekar a Barba Negra Track-ben, Budapesten, 2018-ban

Az együttes sokáig nem hallatott magáról, de 2002-ben a Pókember első részéhez adott Bother c. számuk sikerességén felbuzdulva kiadták a Stone Sour nevet viselő debütáló albumukat. Stílusuk kevésbé agresszív mint „nagy testvérüké”, sokkal inkább a dallamok és jó értelemben vett slágeresség jellemzi őket. Sokáig úgy tűnt hogy Corey végleg ebben a csapatban marad, de mégis visszatért a Slipknot-hoz.
2006. január végén vonultak stúdióba, azonban az első hetekben a dobos, Joel Ekman kivált a csapatból mivel a fiánál agydaganatot diagnosztizáltak.[forrás?] Az új album dobtémáit így Roy Mayorga (ex-Soulfly, Sepultura volt turné dobosa) játszotta fel, később pedig ő is lett a zenekar új dobosa. Az új, Come What(ever) May címre keresztelt album augusztus 1-jén került kiadásra a Roadrunner Records által. A zenekar túl van egy 2006-os európai turnén (ahol eredetileg Magyarországon is felléptek volna, azonban a koncert elmaradt[forrás?]), továbbá a The Family Values Tour 2006 keretében a Kornnal és a Deftones-szal egy 30 állomásos észak-amerikai koncertsorozat résztvevői is voltak.
A zenekar első magyarországi koncertjére 2018. június 25-én került sor a Barba Negra Track-ben, Budapesten.

## Tagok
Jelenlegi tagok
- Corey Taylor – ének, gitár (1992–1997, 2001–napjainkig)
- Josh Rand – gitár (1993, 2001–napjainkig)
- Roy Mayorga – dob (2006–napjainkig)
- Johny Chow – basszusgitár, háttérvokál (2012–napjainkig)
- Christian Martucci – gitár, háttérvokál (2013–napjainkig)

Korábbi tagok
- Joel Ekman – dobok (1992–1997, 2001–2006)
- Shawn Economaki – basszusgitár (1993–1997, 2001–2011)
- James Root – gitár (1995–1997, 2001–2013)

## Diszkográfia

### Stúdióalbumok
- Stone Sour (2002)
- Come What(ever) May (2006)
- Audio Secrecy (2010)
- House of Gold & Bones – Part 1 (2012)
- House of Gold & Bones – Part 2 (2013)
- Hydrograd (2017)

## Külső hivatkozások
- A zenekar hivatalos weboldala